# Majestic Passy
Le Majestic Passy est un cinéma indépendant classé « art et essai » situé au 18, rue de Passy dans le 16e arrondissement de Paris.
Il est géré par la société Dulac Cinémas, précédemment connue sous le nom « Les Écrans de Paris ».

## Historique
Le 23 novembre 1937 est inauguré le cinéma Royal Passy, doté d'une salle de 750 places au premier étage de l'immeuble. Il est renommé Broadway en 1977, la salle comptant désormais 460 places. Il ferme ses portes le 27 avril 1982 pour devenir un magasin, dénommé Fourrures de la Madeleine.
Il est racheté en 1994 par la société Les Écrans de Paris qui y entreprend des travaux de restructuration, notamment dans la grande salle équipée d'un écran panoramique de 13 mètres. Le 26 octobre 1994, il rouvre avec Pulp Fiction en programmation. Disposant de trois salles (de 318, 171 et 148 places), il est en 2018 le seul cinéma du 16e arrondissement.
Il appartient au réseau Dulac Cinémas, anciennement Les Écrans de Paris.
Pendant de nombreuses années, le critique et journaliste Alain Riou y organisait un « ciné-club » et le cinéma accueillait un festival de films « art et essai » intitulé « Passy Paradiso ».
Le Majestic Passy propose désormais une programmation familiale et grand public, tout en maintenant une exigence de qualité et des films présentés en version originale sous-titrée. Enfin, il accueille régulièrement des séances « Ciné-ma différence » à l'intention des personnes handicapées, des séances de conférences Connaissance du monde, et enfin des rencontres, notamment autour du cinéma hispanique.

## Accès
Le Majestic Passy est accessible par les lignes 6, station Passy, et 9, station La Muette, du métro de Paris, ainsi que par plusieurs lignes de bus.